# Championnat de Tchéquie de football 2004-2005
Navigation
Saison 2003-2004 Saison 2005-2006
La saison 2004-2005 du Championnat de République tchèque de football était la 11e édition de la Gambrinus Liga, le championnat de première division de République tchèque. Les 16 clubs de l'élite jouent les uns contre les autres lors de rencontres disputées en matchs aller et retour au sein d'une poule unique.
C'est le Sparta Prague qui remporte le titre en terminant en tête du championnat. C'est le 9e titre de champion de République tchèque de l'histoire du club.

## Les 16 clubs participants
| - AC Sparta Prague - SK Slavia Prague - 1.FC Brno - FC Tescoma Zlín - FK Jablonec 97 - 1.FC Slovacko - FC Banik Ostrava - FK Teplice | - Chmel Blsany - SK Sigma Olomouc - FC Marila Pribram - SFC Opava - Slovan Liberec - FK Mlada Boleslav - Promu de Druha Liga - SK Dynamo Ceské Budejovice - 1.FKD - Promu de Druha Liga |

## Compétition

### Classement
Le barème de points servant à établir le classement se décompose ainsi :
- Victoire : 3 points
- Match nul : 1 point
- Défaite : 0 point

| Rang | Équipe                     | Pts | J  | G  | N  | P  | Bp | Bc | Diff |
| ---- | -------------------------- | --- | -- | -- | -- | -- | -- | -- | ---- |
| 1.   | AC Sparta Prague           | 64  | 30 | 20 | 4  | 6  | 53 | 28 | +25  |
| 2.   | SK Slavia Prague           | 53  | 30 | 15 | 8  | 7  | 39 | 25 | +14  |
| 3.   | FK Teplice                 | 53  | 30 | 14 | 11 | 5  | 36 | 27 | +9   |
| 4.   | SK Sigma Olomouc           | 51  | 30 | 15 | 6  | 9  | 39 | 34 | +5   |
| 5.   | Slovan Liberec -6          | 46  | 30 | 14 | 10 | 6  | 45 | 26 | +19  |
| 6.   | FK Jablonec 97             | 45  | 30 | 12 | 9  | 9  | 33 | 27 | +6   |
| 7.   | FC Baník Ostrava (T) (C)   | 37  | 30 | 9  | 10 | 11 | 33 | 36 | -3   |
| 8.   | 1.FKD (P)                  | 35  | 30 | 9  | 8  | 13 | 30 | 34 | -4   |
| 9.   | FC Marila Příbram          | 35  | 30 | 9  | 8  | 13 | 30 | 41 | -11  |
| 10.  | FC Tescoma Zlín            | 33  | 30 | 7  | 12 | 11 | 29 | 35 | -6   |
| 11.  | 1.FC Brno                  | 33  | 30 | 9  | 6  | 15 | 30 | 42 | -12  |
| 12.  | 1.FC Slovacko -12          | 32  | 30 | 10 | 14 | 6  | 30 | 22 | +8   |
| 13.  | Chmel Blšany               | 32  | 30 | 7  | 11 | 12 | 25 | 38 | -13  |
| 14.  | FK Mladá Boleslav (P)      | 31  | 30 | 6  | 13 | 11 | 26 | 35 | -9   |
| 15.  | SK Dynamo Ceské Budejovice | 25  | 30 | 6  | 7  | 17 | 28 | 39 | -11  |
| 16.  | SFC Opava -6               | 18  | 30 | 5  | 9  | 16 | 25 | 42 | -17  |

|  | Qualifié pour la Ligue des champions 2005-2006                                                     |
|  | Qualifié pour la Coupe UEFA 2005-2006                                                              |
|  | Qualifié pour la Coupe Intertoto 2005                                                              |
|  | Relégation en 2e division                                                                          |
|  | (T) : Tenant du titre (C) : Vainqueur de la Coupe de République tchèque (P) : Promu de 2e division |

- Le Slovan Liberec et le SFC Opava reçoivent une pénalité de 6 points et le 1.FC Slovacko une pénalité de 12 points, les trois clubs sont impliqués dans une affaire de corruption survenu la saison dernière.
- Le 1.FKD se met en banqueroute et descend directement en Druha Liga.

## Bilan de la saison
| Tableau d'Honneur                             |                  |
| Compétition                                   | Vainqueur        |
| Championnat de République tchèque de football | AC Sparta Prague |
| Coupe de République tchèque de football       | FC Banik Ostrava |

| Qualifications européennes    |                                 |
| Ligue des champions 2005-2006 | Qualifiés                       |
| Phase de poules               | AC Sparta Prague                |
| 3e tour préliminaire          | SK Slavia Prague                |
| Coupe UEFA 2005-2006          | Qualifiés                       |
| 2e tour préliminaire          | FK Teplice FC Banik Ostrava     |
| Coupe Intertoto 2005          | Qualifiés                       |
| 2e tour                       | Slovan Liberec SK Sigma Olomouc |
| 1er tour                      | FC Tescoma Zlin                 |

| Promotion et relégation |                                              |
| Relégués en Druhá Liga  | 1.FKD SK Dynamo Ceské Budejovice SFC Opava   |
| Promus en První Liga    | FK SIAD Most Vysočina Jihlava Viktoria Plzen |